# Fırınlı, Doğanhisar
Fırınlı là một xã thuộc huyện Doğanhisar, tỉnh Konya, Thổ Nhĩ Kỳ. Dân số thời điểm năm 2011 là 199 người.